# Tephrosia moroubensis
Tephrosia moroubensis är en ärtväxtart som beskrevs av Tisser.. Tephrosia moroubensis ingår i släktet Tephrosia och familjen ärtväxter. Inga underarter finns listade i Catalogue of Life.